# Hans-Ulrich Heiß

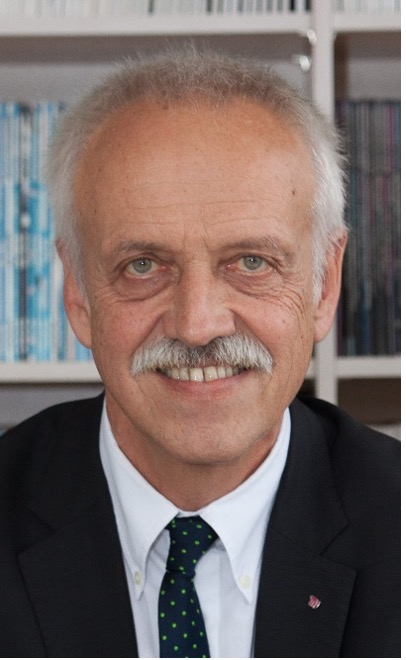
Hans-Ulrich Heiß (2017)

Hans-Ulrich Heiß (* 15. August 1953 in Heidelberg) ist ein deutscher Informatiker. Er war von 2001 bis 2021 Universitätsprofessor für Kommunikations- und Betriebssysteme an der TU Berlin und von 2012 bis 2022 deren Vizepräsident.

## Werdegang
Heiß wuchs in Dossenheim auf. 1972 legte er das Abitur am humanistischen Kurfürst-Friedrich-Gymnasium in Heidelberg ab.
Danach entschied er sich für das Studium der Informatik an der Universität Karlsruhe (heute: KIT) mit dem Nebenfach BWL (Marketing/Operations Research), das er 1979 abschloss. Seine Studienschwerpunkte lagen in Betriebs- und Datenbanksystemen. Er begann als Wissenschaftlicher Mitarbeiter am Lehrstuhl für Betriebssysteme, promovierte in Informatik 1987 zum Dr. rer. nat. mit dem Thema Überlast in Rechensystemen und habilitierte sich 1993 mit einer Arbeit zur Prozessorzuteilung in Parallelrechnern. Dazwischen lagen zwei Auslandsaufenthalte: 1988/89 Post-doctoral Fellow am IBM Thomas J. Watson Research Center, Yorktown Heights, New York und 1990 Gastprofessor am Computer Science Department der Universität Helsinki.
1994 übernahm Heiß eine HEP-Gründungsprofessur für Verteilte Systeme und Betriebssysteme an der TU Ilmenau und wechselte 1995 an die Universität Paderborn als Professor für Praktische Informatik, wo er bis 2001 blieb. Dort war er Mitglied des Vorstands des Paderborn Center for Parallel Computing sowie Vorsitzender des ADV-Beirats (IT-Board) der Universität Paderborn.
Von 2001 bis 2021 hatte Heiß den Lehrstuhl für Kommunikations- und Betriebssysteme an der TU Berlin inne. Als Studiendekan der Fakultät IV der TU Berlin von 2006 bis 2012 initiierte er neue Studiengänge und etablierte zahlreiche Double-Degree-Abkommen mit Universitäten in Europa sowie in China, Südkorea und Brasilien. Ab 2012 wurde er wiederholt zum Vizepräsidenten der TU Berlin gewählt. Er war für Studium und Lehre und in seinen beiden letzten Amtszeiten 2018 bis 2022 für die Bereiche Lehre, Digitalisierung und Nachhaltigkeit zuständig. Damit verbunden war der Vorsitz im Lenkungskreis des Berliner Zentrums für Hochschullehre sowie die Mitgliedschaft in Gremien der Berlin University Alliance, des Universitätsnetzwerks ENHANCE und des Weizenbaum-Instituts. 2011 bis 2022 war er außerdem Mitglied des Lenkungsausschusses des Software-Campus. Ende März 2022 wurde er emeritiert.

## Forschung und Lehre
Sein Interesse im Bereich der Betriebssysteme und der Verteilten Systeme lag zu Beginn in der Messung und Modellierung von Leistungsaspekten. Ab Anfang der 1990er Jahre befasste er sich mit Parallelrechnern, dabei insbesondere der Frage der optimalen Platzierung und Verteilung paralleler Programme auf parallele Rechnerstrukturen (Cluster- und Grid-Computing). Später konzentrierte sich seine Forschung auf Fragen der Selbstorganisation in Verteilten Systemen.

## Weitere Funktionen
Von 2009 bis 2014 war Heiß Vorsitzender des Fakultätentags Informatik und von 2014 bis 2015 Vorsitzender von 4ING, dem Dachverband der Fakultätentage der Ingenieurwissenschaften und der Informatik. Von 2015 bis 2021 war er im Vorstand von ASIIN e. V., 2018 bis 2021 als stellvertretender Vorsitzender. Auf europäischer Ebene war er von 2009 bis 2015 Board Member von Informatics Europe, 2012 bis 2015 als Vice President. Er war Gründungspräsident (2009–2014) des European Quality Assurance Network for Informatics Education (EQANIE). Von 2017 bis 2019 war er außerdem Mitglied des Supervisory Board von EIT Digital.
Seit 2022 berät Hans-Ulrich Heiß die TUBS GmbH beim Aufbau einer Academy for Professional Education und ist in diversen Arbeitskreisen im Bereich der Ingenieurausbildung und der Qualitätssicherung tätig sowie als Gutachter in Evaluierungs- und Akkreditierungsverfahren.

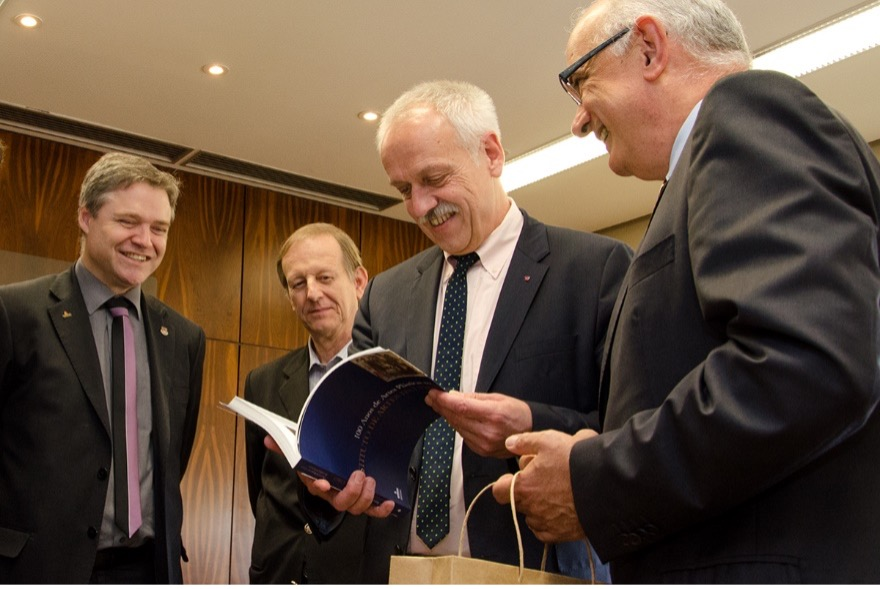
Hans-Ulrich Heiß beim Besuch der Partner der UFRGS in Porto Alegre.
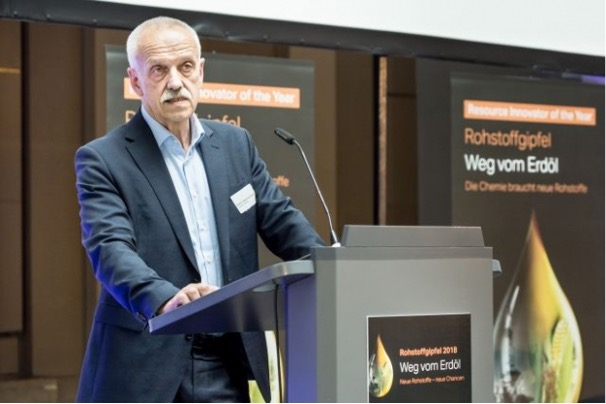
Hans-Ulrich Heiß beim Rohstoffgipfel an der TU Berlin (2018)